# Élections sénatoriales de 2008 dans le Calvados
Les élections sénatoriales dans le Calvados ont eu lieu le dimanche 21 septembre 2008. Elles ont eu pour but d'élire les sénateurs représentant le département au Sénat pour un mandat de six années.

## Contexte départemental
Lors des élections sénatoriales du 27 septembre 1998 dans le Calvados, trois sénateurs ont été élus, un UDF et deux DL.
Depuis, tous les effectifs du collège électoral des grands électeurs ont été renouvelés, avec les élections législatives françaises de 2007, les élections régionales françaises de 2004, les élections cantonales de 2004 et 2008 et les élections municipales françaises de 2008.

## Rappel des résultats de 1998
| Candidat et parti politique | Candidat et parti politique | Candidat et parti politique | Premier tour | Premier tour | Second tour | Second tour |
| Candidat et parti politique | Candidat et parti politique | Candidat et parti politique | Voix         | %            | Voix        | %           |
| --------------------------- | --------------------------- | --------------------------- | ------------ | ------------ | ----------- | ----------- |
|                             | Ambroise Dupont             | UDF                         | 890          | 48,45        | 1 170       | 64,25       |
|                             | René Garrec                 | DL                          | 630          | 34,30        | 1 095       | 60,13       |
|                             | Jean-Léonce Dupont          | DL                          | 624          | 34,24        | 1 097       | 60,24       |
|                             | Jean-Yves Cousin            | RPR                         | 510          | 27,76        | 51          | 2,80        |
|                             | Jean-Marie Girault          | DL                          | 495          | 26,95        | 3           | 0,16        |
|                             | André Ledran                | PS                          | 460          | 25,04        | 527         | 28,94       |
|                             | Jean-Claude Carabeufs       | PS                          | 439          | 23,90        | 471         | 25,86       |
|                             | Claire Massot-Page          | PS                          | 425          | 23,14        | 479         | 26,30       |
|                             | André Fanton                | RPR                         | 220          | 11,98        | 4           | 0,22        |
|                             | Jean-Claude Raoult          | DVG                         | 112          | 6,10         | 83          | 4,56        |
|                             | Marc Bellet                 | PCF                         | 79           | 4,30         | 77          | 4,23        |
|                             | Serge Lézement              | MDC                         | 58           | 3,16         | 1           | 0,05        |
|                             | Pierre Mouraret             | PCF                         | 52           | 2,83         | 56          | 3,08        |
|                             | Jacqueline Le Corre         | PCF                         | 51           | 2,78         | 59          | 3,24        |
|                             | Yves Duprés                 | FN                          | 34           | 1,85         | 1           | 0,05        |
|                             | Christian Guéret            | FN                          | 27           | 1,47         | 1           | 0,05        |
|                             | Philippe Chapron            | FN                          | 22           | 1,20         | 1           | 0,05        |
|                             | René Feron                  | EXD                         | 4            | 0,22         | Retrait     | Retrait     |
|                             | Colette Geiger              | EXD                         | 2            | 0,11         | Retrait     | Retrait     |
|                             | Joël Gautier                | EXD                         | 2            | 0,11         | Retrait     | Retrait     |
|                             |                             |                             |              |              |             |             |
| Inscrits                    | Inscrits                    | Inscrits                    | 1 891        | 100,00       | 1 891       | 100,00      |
| Abstentions                 | Abstentions                 | Abstentions                 | 35           | 1,85         | 39          | 2,06        |
| Votants                     | Votants                     | Votants                     | 1 856        | 98,15        | 1 852       | 97,94       |
| Blancs et nuls              | Blancs et nuls              | Blancs et nuls              | 19           | 1,02         | 31          | 1,67        |
| Exprimés                    | Exprimés                    | Exprimés                    | 1 837        | 98,98        | 1 821       | 98,33       |

## Sénateurs sortants
| Sénateur | Sénateur           | Parti | Fonctions lors de l'élection en 1998                          |
| -------- | ------------------ | ----- | ------------------------------------------------------------- |
|          | Jean-Léonce Dupont | NC    | Conseiller général, maire de Bayeux                           |
|          | Ambroise Dupont    | UMP   | Sénateur sortant, conseiller général, maire de Victot-Pontfol |
|          | René Garrec        | UMP   | Président du conseil régional                                 |

## Présentation des candidats et des suppléants
Les nouveaux représentants sont élus pour une législature de 6 ans au suffrage universel indirect par les 1992 grands électeurs du département. Dans le Calvados, les sénateurs sont élus au scrutin majoritaire à deux tours. Leur nombre reste inchangé, 3 sénateurs sont à élire. Ils sont 21 candidats dans le département, chacun avec un suppléant.
| T/S | Candidats | Candidats                 | Parti | Principale fonction                                           |
| --- | --------- | ------------------------- | ----- | ------------------------------------------------------------- |
| T   |           | Marie-Jeanne Gobert       | PCF   |                                                               |
| S   |           | Serge Loiseau             | PCF   |                                                               |
| T   |           | Gérard Leneveu            | PCF   |                                                               |
| S   |           | Jacqueline Le Corre       | PCF   |                                                               |
| T   |           | Pierre Mouraret           | PCF   |                                                               |
| S   |           | Claudine Carin            | PCF   |                                                               |
| T   |           | Serge Lézement            | MRC   |                                                               |
| S   |           | Valérie Huard             | MRC   |                                                               |
| T   |           | Pascal Giloire            | Verts |                                                               |
| S   |           | Stéphanie Derobert        | Verts |                                                               |
| T   |           | Josiane Lowy              | Verts |                                                               |
| S   |           | Olivier Joliton           | Verts |                                                               |
| T   |           | Sabine Michaux            | Verts |                                                               |
| S   |           | Christian Lerévérend      | Verts |                                                               |
| T   |           | Gilles Déterville         | PS    |                                                               |
| S   |           | Corinne Féret             | PS    | Première adjointe au maire de Caen                            |
| T   |           | Christian Piélot          | PS    | Conseiller général, maire de Sannerville                      |
| S   |           | Édith Guillot             | PS    |                                                               |
| T   |           | Clotilde Valter           | PS    | Conseillère générale                                          |
| S   |           | André Ledran              | PS    |                                                               |
| T   |           | Marc Andreu-Sabater       | PRG   |                                                               |
| S   |           | Maryvonne Mottin          | PRG   |                                                               |
| T   |           | Pascale Cauchy            | PRG   |                                                               |
| S   |           | Franck Guéguéniat         | PRG   | Maire d'Épron                                                 |
| T   |           | Christine Bonnissent      | MoDem |                                                               |
| S   |           | Claude Perals             | MoDem |                                                               |
| T   |           | Catherine Mahieu          | MoDem |                                                               |
| S   |           | Lionel Duhault            | MoDem |                                                               |
| T   |           | Jean-Pierre Onufryk       | MoDem |                                                               |
| S   |           | Huguette Kerleau          | MoDem |                                                               |
| T   |           | Jean-Léonce Dupont        | NC    | Sénateur sortant, conseiller général                          |
| S   |           | Catherine Boisnier        | NC    |                                                               |
| T   |           | Henri Girard              | DVD   |                                                               |
| S   |           | Catherine Gourney-Leconte | DVD   |                                                               |
| T   |           | Ambroise Dupont           | UMP   | Sénateur sortant, conseiller général, maire de Victot-Pontfol |
| S   |           | Dominique Lefrançois      | UMP   | Conseillère régionale, maire de Troarn                        |
| T   |           | René Garrec               | UMP   | Sénateur sortant                                              |
| S   |           | Pascal Allizard           | UMP   | Conseiller général, maire de Condé-sur-Noireau                |
| T   |           | Valérie Dupont            | FN    |                                                               |
| S   |           | Éric Pinel                | FN    |                                                               |
| T   |           | Joël Goulet               | DIV   |                                                               |
| S   |           | Brigitte Loir             | DIV   |                                                               |

## Résultats
| Candidat et parti politique | Candidat et parti politique | Candidat et parti politique | Premier tour | Premier tour | Second tour | Second tour |
| Candidat et parti politique | Candidat et parti politique | Candidat et parti politique | Voix         | %            | Voix        | %           |
| --------------------------- | --------------------------- | --------------------------- | ------------ | ------------ | ----------- | ----------- |
|                             | Jean-Léonce Dupont          | NC                          | 925          | 48,45        | 1035        | 54,53       |
|                             | Ambroise Dupont             | UMP                         | 893          | 46,78        | 1014        | 53,42       |
|                             | René Garrec                 | UMP                         | 740          | 38,76        | 898         | 47,31       |
|                             | Clotilde Valter             | PS                          | 516          | 27,03        | 836         | 44,05       |
|                             | Gilles Déterville           | PS                          | 457          | 23,94        | Retrait     | Retrait     |
|                             | Christian Piélot            | PS                          | 427          | 22,37        | Retrait     | Retrait     |
|                             | Henri Girard                | DVD                         | 330          | 17,29        | Retrait     | Retrait     |
|                             | Marc Andreu-Sabater         | PRG                         | 148          | 7,75         | Retrait     | Retrait     |
|                             | Pascale Cauchy              | PRG                         | 132          | 6,91         | Retrait     | Retrait     |
|                             | Marie-Jeanne Gobert         | PCF                         | 100          | 5,24         | 422         | 22,23       |
|                             | Pierre Mouraret             | PCF                         | 91           | 4,77         | Retrait     | Retrait     |
|                             | Gérard Leneveu              | PCF                         | 88           | 4,61         | Retrait     | Retrait     |
|                             | Jean-Pierre Onufryk         | MoDem                       | 78           | 4,09         | Retrait     | Retrait     |
|                             | Christine Bonnissent        | MoDem                       | 75           | 3,93         | Retrait     | Retrait     |
|                             | Josiane Lowy                | Verts                       | 69           | 3,61         | 407         | 21,44       |
|                             | Pascal Giloire              | Verts                       | 55           | 2,88         | Retrait     | Retrait     |
|                             | Sabine Michaux              | Verts                       | 53           | 2,78         | Retrait     | Retrait     |
|                             | Catherine Mahieu            | MoDem                       | 41           | 2,15         | Retrait     | Retrait     |
|                             | Serge Lézement              | MRC                         | 33           | 1,73         | Retrait     | Retrait     |
|                             | Valérie Dupont              | FN                          | 24           | 1,26         | Retrait     | Retrait     |
|                             | Joël Goulet                 | DIV                         | 3            | 0,16         | Retrait     | Retrait     |
|                             |                             |                             |              |              |             |             |
| Inscrits                    | Inscrits                    | Inscrits                    | 1 992        | 100,00       | 1 992       | 100,00      |
| Abstentions                 | Abstentions                 | Abstentions                 | 43           | 2,16         | 51          | 2,56        |
| Votants                     | Votants                     | Votants                     | 1 949        | 97,84        | 1 941       | 97,44       |
| Blancs et nuls              | Blancs et nuls              | Blancs et nuls              | 40           | 2,05         | 43          | 2,22        |
| Exprimés                    | Exprimés                    | Exprimés                    | 1 909        | 97,95        | 1 898       | 97,78       |